# Flughafen Algier

i8
i11
i13
Der Flughafen Algier (französisch Aéroport Houari Boumedienne, arabisch مطار هواري بومدين, IATA-Code: ALG, ICAO-Code: DAAG) befindet sich rund 20 Kilometer in südöstlicher Richtung von Algier entfernt in Algerien. Es handelt sich um den größten Flughafen des Landes. Rund 4,5 Millionen Passagiere werden jährlich abgefertigt (Stand 2009).
Benannt wurde er nach Houari Boumedienne (1927–1978), einem ehemaligen algerischen Staatspräsidenten. In der Zeit des Algerienkrieges trug er den Namen Flughafen Maison Blanche. Nach seiner Modernisierung gilt er als zweitmodernster Flughafen in Afrika. Der Bau eines dritten Terminals ist geplant.

## Transport

### Auto
Algier ist durch die N5 Richtung Bab Ezzouar erreichbar.

### Bus
Busse fahren alle 30 Min in die Innenstadt von Algier und kosten 25 DA.

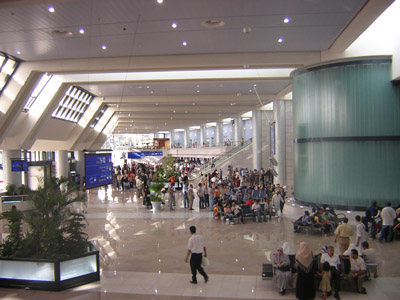
Neues Terminal

### Schienenverkehr
Seit Mai 2019 verkehren im Stundentakt Züge zwischen dem Bahnhof Agha in der Innenstadt und dem Flughafen, mit einem Zwischenhalt in Bab Ezzouar. Die reguläre Fahrzeit beträgt 19 Minuten. Eine einfache Fahrt kostet 80 DA.

## Fluggesellschaften und Ziele
Der Flughafen ist das Luftfahrt-Drehkreuz des Landes. Es gibt Inlandsflüge nach Adrar, Annaba, Batna, Bechar, Bejaia, Biskra, Ech Cheliff, Constantine, Djanet, Hassi Messaoud, Illizi, Oran, Sétif, Tamanrasset, Tlemcen und Tindouf.
Neben der nationalen Fluglinie Air Algérie fliegen folgende Fluggesellschaften Algier an:
| Name                   | Ziele                 |
| ---------------------- | --------------------- |
| Air France             | Paris, Marseille      |
| British Airways        | London-Heathrow       |
| Egyptair               | Kairo                 |
| Iberia                 | Madrid                |
| ITA Airways            | Rom-Fiumicino         |
| Jetairfly              | Brüssel-Charleroi Süd |
| Libyan Airlines        | Tripolis              |
| Lufthansa              | Frankfurt am Main     |
| Royal Air Maroc        | Casablanca, Oujda     |
| Saudi Arabian Airlines | Dschidda              |
| Syrian Arab Airlines   | Damaskus              |
| Qatar Airways          | Doha                  |
| TAP Portugal           | Lissabon              |
| Tunis Air              | Tunis                 |
| Turkish Airlines       | Istanbul              |

## Zwischenfälle
- Am 17. Dezember 1955 wurde eine Lockheed L-749A Constellation der Air Algérie (Luftfahrzeugkennzeichen F-BAZG) bei einem Trainingsflug auf dem Flughafen Algier-Maison Blanche derart hart gelandet, dass das Hauptfahrwerk durch die Tragflächen hindurchgerammt wurde. Das aus den aufgerissenen Tanks auslaufende Flugbenzin entzündete sich; die Maschine ging schnell in Flammen auf und brannte völlig aus. Alle sechs Besatzungsmitglieder, die einzigen Insassen, überlebten den Unfall; nur eines davon wurde verletzt.[2][3]

- Am 23. Mai 1962 wurde eine Nord Noratlas 2501 der Französischen Luftstreitkräfte (FrAF 62) auf dem Flughafen Algier bei einem Angriff zerstört. Über Personenschäden liegen keine Informationen vor.[4]

- Am 11. Juni 1965 wurde eine Douglas DC-4/C-54A-15-DC der Air Algérie (7T-VAC) auf dem Flughafen Algier irreparabel beschädigt. Über Personenschäden ist nichts bekannt.[5]

- Am 23. September 1973 wurde eine Sud Aviation Caravelle III der Air Algérie (7T-VAI) bei einem Landeunfall auf dem Flughafen Algier irreparabel beschädigt. Es gab keine Todesopfer.[6]